# SV 08 Steinach
SV 08 Steinach is een Duitse sportclub uit Steinach in de deelstaat Thüringen.

## Geschiedenis
De club werd op 4 november 1908 opgericht als 1. FC Steinach. In 1919 fuseerde de club met Teutonia Steinach en nam de naam SV 08 Steinach aan. De club speelde vanaf 1920 in de tweede klasse van de Kreisliga Thüringen. Na 1923 werd de Kreisliga ontbonden en werd de vooroorlogse Zuid-Thüringse competitie heringevoerd als hoogste klasse. Na een paar middelmatige seizoenen eindigde de club vaker in de subtop en in 1930 eindigden ze samen met VfB 1907 Coburg op de eerste plaats. De club won de play-off om de titel met 0-1 en plaatste zich zo voor de Midden-Duitse eindronde. Hier versloeg de club SV Union Zella-Mehlis, 1.Vogtländischer FC 1903 Plauen en verloor dan van SV Sturm 04 Chemnitz. Na een derde plaats in 1931 werd de club opnieuw kampioen in 1932 maar verloor in de eindronde meteen van FC Thüringen Weida. Ook in 1933 werd de club kampioen. In de eindronde versloeg de club FC Wacker 1910 Gera en verloor dan van SC Wacker Leipzig.
In 1933 werd de competitie geherstructureerd. De Midden-Duitse bond werd ontbonden en de vele competities werden vervangen door de Gauliga Mitte en Gauliga Sachsen. Uit Zuid-Thüringen kwalificeerde enkel de kampioen zich voor de Gauliga Mitte. Ondanks dat de club nu in een reeks met clubs uit sterkere competities kwam werd de club vicekampioen achter Hallescher FC Wacker. Na nog een derde plaats volgde een degradatie in 1936. In de Bezirksklasse Thüringen 1936/37 werd de club vicekampioen achter Erfurter SC 1895, maar een jaar later kon de club wel de titel behalen en via de eindronde promotie afdwingen. Bij de terugkeer werd de club derde, maar werd hierna uit de Gauliga gezet wegens economische redenen. De werkelijke reden was dat Steinach en ook 1. FC 07 Lauscha geografisch minder gunstig gelegen waren en om verdere verplaatsingen tijdens de Tweede Wereldoorlog te vermijden werden de clubs teruggezet naar de Bezirksklasse. Het volgende seizoen werd de club groepswinnaar, maar verzaakte aan een eventuele promotie. Ook in 1941 werd de club groepswinnaar. 
Na de Tweede Wereldoorlog werden alle Duitse voetbalclubs ontbonden. De club werd heropgericht als SG Steinach. In 1950 werd de naam gewijzigd in BSG Mechanik, een jaar later in BSG Stahl Steinach en in 1952 in BSG Motor Steinach. In 1956 promoveerde de club naar de II. DDR-Liga en werd in 1957 derde en in 1958 zowaar kampioen. Via de eindronde kon de club promoveren naar de DDR-Liga, de tweede klasse van Oost-Duitsland. Na één seizoen moest de club echter een stapje terugzetten. Ze werden opnieuw kampioen in 1960 maar deze keer kon de club geen promotie afdwingen. In 1962 kon de club wel promotie afdwingen en kon een jaar later zelfs de tweede promotie op rij afdwingen. 
Met slechts 8.000 inwoners was Steinach de kleinste stad die vertegenwoordigd was in de DDR-Oberliga. De club won de eerste wedstrijd voor 25.000 toeschouwers tegen SC Motor Jena. De club stond even op de tweede plaats en sloot het seizoen 1963/64 af met een knappe zevende plaats. Een jaar later was het sprookje uit en kwam de regel uit dat een tweede jaar na promotie vaak het moeilijkste is. De club draaide nog enkele jaren goed mee in de DDR-Liga, maar kon in 1970 maar nipt de degradatie vermijden. In 1971 zou de club dan degraderen, maar werd alsnog gered doordat de competitie uitgebreid werd naar vijf reeksen. De club kon tot 1975 standhouden alvorens te degraderen naar de Bezirksliga Suhl. In 1977, 1980 en 1982 kon de club telkens promotie afdwingen, die evenwel telkens door een degradatie gevolgd werd. 
Na de Duitse hereniging werd terug de oude naam aangenomen. Zoals vele Oost-Duitse clubs betekende de integratie in het West-Duitse voetbalsysteem ook dat de clubs wegzonken in de anonimiteit van de lagere reeksen. 